# Sarcinodes carnearia
Sarcinodes carnearia är en fjärilsart som beskrevs av Achille Guenée 1857. Sarcinodes carnearia ingår i släktet Sarcinodes och familjen mätare. Inga underarter finns listade.